# پیتر بیل
پیتر بیل (انگلیسی: Peter Beale؛ زادهٔ ۱۸ مارس ۱۹۳۴) یک پزشک نظامی بازنشسته است. او از سال ۱۹۹۱ تا ۱۹۹۴ جراح کل نیروهای مسلح بریتانیا بود. او همچنین از سال ۱۹۹۴ تا ۲۰۰۰ به عنوان مشاور ارشد پزشکی صلیب سرخ بریتانیا خدمت کرد.